# Théodore Decker
Pour les articles homonymes, voir Decker.
Théodore Decker, né le 3 novembre 1851 à Larochette (Luxembourg) et mort le 9 octobre 1930 à Vannes (France), est un musicien d'origine luxembourgeoise installé en Bretagne, compositeur de musique. Il a composé notamment des psaumes, dont le célèbre Lauda Jerusalem, d'après le psaume 147, et des cantiques.

## Biographie
Théodore Decker est né à Larochette au grand-duché de Luxembourg le 3 novembre 1851,.
Très talentueux, il s'installe à Saint-Malo comme professeur de musique à 23 ans, en 1874. Il s'établit ensuite à Vannes en 1881. Il y est professeur d'anglais et d'allemand, au collège Saint-François-Xavier. Il continue parallèlement son enseignement musical, étant aussi professeur d'orgue et de piano,.
Théodore Decker compose beaucoup de musique religieuse, essentiellement des psaumes et des cantiques. Le plus célèbre est le Psaume 147, Lauda Jerusalem, « connu dans le monde entier ». Il est aussi organiste.
Il meurt à Vannes le 9 octobre 1930,.
Il avait épousé à Saint-Malo une de ses élèves, Rosa Rattray, écossaise d'origine. Il est le père du futur maire de Vannes Francis Decker, et le grand-père de Gilbert Renault, le « colonel Rémy », de Maisie Renault, de Philippe Renault, mort en déportation sur le Cap Arcona le 3 mai 1945, de Madeleine Cestari, et d'Isabelle Guitard tous cinq résistants.

## Hommages
La place Théodore Decker, à Vannes, porte son nom ; c'est là que se trouve le conservatoire de la ville.